# Stenalcidia stygia
Stenalcidia stygia är en fjärilsart som beskrevs av John G. Franclemont 1938. Stenalcidia stygia ingår i släktet Stenalcidia och familjen mätare. Inga underarter finns listade i Catalogue of Life.